# 1829
1829 (MDCCCXXIX) fue un año común comenzado en jueves según el calendario gregoriano.

## Acontecimientos

### Enero
- 2 de enero: en México, luego del proceso de independencia contra los españoles, se decreta la expulsión de los españoles residentes.
- 19 de enero: se estrena Fausto, del poeta Johann Wolfgang von Goethe.
- 29 de enero: tropas peruanas invaden suelo colombiano, iniciando una guerra entre los dos países.

### Febrero
- 10 de febrero: en el océano Índico, un huracán devasta las islas Reunión.
- 24 de febrero-31 de marzo: en Roma, tiene lugar el cónclave para elegir un nuevo pontífice tras la muerte del papa León XII.
- 27 de febrero: en Colombia, Antonio José de Sucre, jefe del ejército colombiano, derrota a los peruanos en la batalla del Portete de Tarqui.

### Marzo
- 4 de marzo: Andrew Jackson toma posesión como Presidente de Estados Unidos, siendo el primer presidente demócrata del país.
- 12 de marzo: en Inglaterra se celebra la primera edición de la regata Oxford-Cambridge.
- 21 de marzo: en España, un terremoto de 6,6 sacude la ciudad de Torrevieja causando 389 muertos y destruyendo 3.000 casas.
- 22 de marzo: el Protocolo de Londres (firmado por Gran Bretaña, Rusia y Francia) reconoce la independencia de Grecia.
- 31 de marzo: en Roma, el cardenal Castiglioni es elegido papa con el nombre de Pío VIII.

### Abril
- 1 de abril: en México, después de ser legitimado por el Congreso, Vicente Guerrero se convierte en el segundo presidente de México.
- 13 de abril: en Inglaterra se permite que los católicos voten y accedan a un lugar en el Parlamento.
- 22 de abril: en la Argentina, el general José María Paz derrota y depone al gobernador Juan Bautista Bustos en la Batalla de San Roque.
- 25 de abril: en la Batalla de Puente de Márquez, Juan Manuel de Rosas derrota a Juan Lavalle e inicia el sitio de Buenos Aires.

### Mayo
- 24 de mayo: en Polonia, para calmar la agitación, el zar Nicolás I de Rusia viaja a Varsovia para coronarse rey de Polonia.
- 30 de mayo: en España, Fernando VII decreta, sanciona y promulga el primer Código de Comercio.

### Junio
- 11 de junio: en la costa oriental de Australia se funda la villa de Perth.
- 22 y 23 de junio: Batalla de La Tablada (Argentina), importante victoria de los unitarios sobre los federales.

### Agosto
- 8 de agosto: en Francia, el príncipe de Polignac es nombrado primer ministro de Francia.

### Septiembre
- 11 de septiembre: en México, el general Antonio López de Santa Anna derrota a Isidro Barradas en la batalla de Pueblo Viejo, frustrando así el intento español de reconquista.
- 14 de septiembre: Turquía firma el Tratado de Adrianópolis, donde acepta la independencia de Grecia y cede a Rusia territorios de la costa del Mar Negro.

### Octubre
- 22 de octubre: en Japón, el gobierno expulsa al botánico alemán Philipp Franz von Siebold, acusado de ser espía ruso.

### Noviembre
- 18 de noviembre: en Wuhe, 150 km al noroeste de Nankín (China) se registra un terremoto de 5,5 grados en la escala sismológica de Richter (intensidad de 7), que deja un saldo de «muchos» muertos.
- 19 de noviembre: en Qingzhou (China), 400 km al norte del epicentro anterior, a las 2:00 (hora local) se registra un terremoto de 6,3 grados de la escala sismológica de Richter y una intensidad de 8, que deja un saldo de 117 muertos.

### Diciembre
- 2 de diciembre: en Texas se restablece la esclavitud. Este estado está exento de la Ley Abolicionista de México.
- 4 de diciembre: El gobernador general de la India, lord William Bentinck, prohíbe la práctica del satí (asesinato de las viudas en la pira funeraria de sus esposos), contra la férrea oposición local.
- 8 de diciembre: en Argentina comienza el primer gobierno del defensor de la soberanía argentina, Juan Manuel de Rosas.
- 11 de diciembre: en España, Fernando VII se casa con María Cristina de Borbón-Dos Sicilias.
- 16 de diciembre: en México, Anastasio Bustamante se levanta en armas en contra del presidente Vicente Guerrero.
- 18 de diciembre: en México, José María Bocanegra se hace cargo interinamente de la presidencia de México, convirtiéndose así en el tercer presidente de este país.
- 23 de diciembre: en México, el triunvirato golpista Lucas Alamán, Luis Quintanar y Pedro Vélez se hacen del poder, derrocando a Bocanegra y apoyando la causa de Anastasio Bustamante.

## Arte y literatura
- Honoré de Balzac publica La comedia humana ("Les Chuanes" y "Las fisiologías del matrimonio").
- Walter Scott publica La cámara de los tapices.

## Música
- 14 de febrero: en el Teatro alla Scala (de Milán) se estrena la ópera La straniera, de Vincenzo Bellini.
- 11 de marzo: Felix Mendelssohn dirige la Pasión según san Mateo, BWV 244 de Johann Sebastian Bach por primera vez desde la muerte del compositor.
- 16 de mayo: en el Teatro Ducale de Parma se estrena la ópera Zaira, de Vincenzo Bellini.
- 3 de agosto: se estrena la ópera Guillermo Tell de Gioacchino Rossini.

## Ciencia y tecnología
- G. Cuvier describe por primera vez el delfín manchado del Atlántico (Stenella frontalis).
- G. Cuvier describe por primera vez la marsopa sin aleta (Neophocaena phocaenoides).

## Nacimientos

### Enero
- 4 de enero: Adolfo Alsina, jurisconsulto y político argentino (f. 1877).
- 24 de enero: William Mason, compositor y pianista estadounidense (f. 1908).

### Febrero
- 2 de febrero: William Stanley, inventor británico (f. 1909).
- 20 de febrero: Antonio Guzmán Blanco, militar y político venezolano (f. 1899).

### Marzo
- 24 de marzo: Ignacio Zaragoza, militar mexicano (f. 1862).

### Abril
- 4 de abril: Inoue Genzaburō, capitán de la sexta unidad del Shinsengumi (f. 1868).
- 18 de abril: Francisco García Calderón, militar y político peruano (f. 1905).

### Mayo
- 1 de mayo: José de Alencar, escritor, periodista y político brasileño (f. 1877).
- 8 de mayo: Louis Moreau Gottschalk, pianista y compositor estadounidense (f. 1869).

### Julio
- 26 de julio: Auguste Beernaert, estadista belga, premio nobel de la paz en 1909 (f. 1912).

### Agosto
- 18 de agosto: Enriqueta Lozano, escritora española (f. 1895).

### Septiembre
- 7 de septiembre: Friedrich Kekulé, químico alemán (f. 1896).

### Octubre
- 5 de octubre: Chester A. Arthur, político estadounidense y 21° presidente desde 1881 hasta 1885 (f. 1886).

### Noviembre
- 4 de noviembre: 
  - Álvaro Reynoso científico cubano (f. 1888).
  - Philip Sclater zoólogo británico (f. 1913).
- 27 de noviembre: Samuel Chamberlain, pintor, soldado y escritor estadounidense (f. 1908).

## Fallecimientos

### Enero
- 10 de enero: Gregorio Funes, religioso y escritor argentino (n. 1749).
- 12 de enero: Friedrich von Schlegel, filósofo alemán (n. 1772).
- 17 de enero: Adam Müller, escritor, crítico, economista y político conservador alemán (n. 1779).
- 30 de enero: Aleksandr Serguéievich Griboiédov, dramaturgo, músico, diplomático y poeta ruso (n. 1795).

### Febrero
- 10 de febrero: León XII, papa italiano.
- 16 de febrero: François-Joseph Gossec, músico francés (n. 1734).

### Marzo
- 2 de marzo: Josefa Ortiz de Domínguez, insurgente mexicana (n. 1773).
- 21 de marzo: Windradyne, guerrero aborigen australiano (n. 1800).
- 29 de marzo: Cornelio Saavedra, general boliviano, presidente del primer gobierno argentino (n. 1759).

### Abril
- 16 de abril: Niels Henrik Abel, matemático noruego (n. 1802).

### Mayo
- 10 de mayo: Thomas Young, físico, médico y egiptólogo británico (n. 1773).
- 17 de mayo: John Jay, político y jurista estadounidense.
- 23 de mayo: George Caley, botánico y explorador británico (n. 1770).

### Junio
- 15 de junio: Francis Buchanan-Hamilton, zoólogo y botánico británico (n. 1762).

### Septiembre
- 12 de septiembre: Juan Ignacio Molina, botánico chileno (n. 1740).

### Octubre
- 17 de octubre: José María Córdova, militar colombiano.

### Noviembre
- 21 de noviembre: José Félix Bogado, militar argentino de origen paraguayo (n. 1777).

### Diciembre
- 28 de diciembre: Jean-Baptiste Lamarck, botánico y zoólogo francés (n. 1744).